# Andri Guðjohnsen
Pour les articles homonymes, voir Guðjohnsen.
Andri Guðjohnsen, né le 29 janvier 2002 à Londres en Angleterre, est un footballeur international islandais qui joue au poste d'avant-centre à La Gantoise.

## Biographie

### En club
Né à Londres en Angleterre, Andri Guðjohnsen est formé par le FC Barcelone avant de rejoindre le CF Gavà puis l'Espanyol de Barcelone.
En juin 2018 le FC Barcelone souhaite récupérer Andri Guðjohnsen mais il rejoint finalement le centre de formation du Real Madrid en août 2018, en provenance de l'Espanyol de Barcelone,. Son jeune frère Daniel est également recruté par le club de la capitale espagnole.
Lors de l'été 2020, Guðjohnsen se blesse gravement, victime d'une rupture du ligament croisé, il est absent pour plusieurs mois,.
Il fait ses débuts avec le Real Madrid Castilla en août 2021 contre le Real Balompédica Linense.
Le 22 juillet 2022, Guðjohnsen rejoint la Suède pour s'engager en faveur de l'IFK Norrköping. Guðjohnsen joue son premier match sous ses nouvelles couleurs le 25 juillet 2022 contre l'IFK Göteborg, en championnat. Il entre en jeu à la place de Laorent Shabani (en) et son équipe s'incline par deux buts à zéro.
Le 18 août 2023, Andri Guðjohnsen rejoint le Lyngby BK sous la forme d'un prêt d'une saison avec option d'achat.
Lors de l'été 2024, Andri Guðjohnsen rejoint le KAA La Gantoise. Le transfert est annoncé le 7 juin 2024 et il signe un contrat de quatre ans, soit jusqu'en juin 2028,.

### En sélection
Avec les moins de 17 ans, il se met en évidence en inscrivant sept buts lors des éliminatoires du championnat d'Europe des moins de 17 ans. Il est notamment l'auteur d'un doublé face à la Russie en octobre 2017, puis d'un triplé face à l'Allemagne en mars 2019. Il participe ensuite à la phase finale du championnat d'Europe en mai 2019. Lors de cette compétition organisée en Irlande, il joue trois matchs. Il s'illustre en marquant un but lors de la première rencontre face à la Russie. Avec un bilan d'une seule victoire et deux défaites, l'Islande est éliminée dès le premier tour.
Andri Guðjohnsen joue avec les moins de 19 ans à partir de 2018, il marque son premier but dès son premier match, le 14 novembre contre la Turquie (2-1 pour l'Islande score final). Il marque à nouveau six jours plus tard contre la Moldavie (1-1).
Andri Guðjohnsen est convoqué pour la première fois avec l'équipe nationale d'Islande en août 2021. Il honore sa première en sélection le 2 septembre 2021 contre la Roumanie. Il inscrit son premier but en sélection lors d'une rencontre qualificative pour la Coupe du monde 2022 le 5 septembre 2021 contre la Macédoine, permettant à son équipe d'égaliser et d'arracher le match nul (2-2).

## Vie personnelle
Il est le fils de Eiður Guðjohnsen, ancien attaquant international islandais, et donc petit-fils de Arnór Guðjohnsen,. Ses 2 frères, Sveinn Aron Guðjohnsen et Daníel Guðjohnsen, sont également footballeurs.